# (35923) 1999 JX103
1999 JX103 (asteroide 35923) é um asteroide da cintura principal. Possui uma excentricidade de 0.16032500 e uma inclinação de 14.85679º.
Este asteroide foi descoberto no dia 13 de maio de 1999 por LINEAR em Socorro.